# NGC 5002
NGC 5002 (również PGC 45728 lub UGC 8254) – magellaniczna galaktyka spiralna z poprzeczką (SBm), znajdująca się w gwiazdozbiorze Psów Gończych. Odkrył ją Heinrich Louis d’Arrest 27 kwietnia 1865 roku.